# Memoriał Janusza Kusocińskiego 2018
64. Memoriał Janusza Kusocińskiego – międzynarodowy mityng lekkoatletyczny, który odbył się 8 czerwca 2018 na Stadionie Śląskim w Chorzowie. Zawody zaliczane były do cyklu European Athletics Permit Meeting.
Rywalizacja w rzucie młotem kobiet i mężczyzn zaliczana była do IAAF Hammer Throw Challenge.

## Rezultaty

### Mężczyźni
| Konkurencja:               | 1. miejsce          | Rezultat   | 2. miejsce            | Rezultat   | 3. miejsce          | Rezultat   |
| Bieg na 100 m              | Dominik Kopeć       | 10,46      | Krzysztof Grześkowiak | 10,52 SB   | Karol Kwiatkowski   | 10,57      |
| Bieg na 400 m              | Paul Dedewo         | 44,56      | Luguelín Santos       | 44,75 SB   | Karol Zalewski      | 45,15 PB   |
| Bieg na 800 m              | Ferguson Rotich     | 1:45,70    | Adam Kszczot          | 1:46,12 SB | Kipyegon Bett       | 1:46,27 SB |
| Bieg na 1500 m             | Szymon Dobaj        | 3:48,18 PB | Szymon Żywko          | 3:48,24    | Andrzej Kowalczyk   | 3:49,16    |
| Bieg na 3000 m             | Robert Głowala      | 8:11,37    | Szymon Topolnicki     | 8:11,43    | Łukasz Oślizło      | 8:12,67    |
| Bieg na 110 m przez płotki | Siergiej Szubienkow | 13,25      | Damian Czykier        | 13,42 SB   | Antonio Alkana      | 13,51      |
| Skok wzwyż                 | Naoto Tobe          | 2,30 =SB   | Maciej Grynienko      | 2,27 PB    | Sylwester Bednarek  | 2,27 SB    |
| Skok o tyczce              | Renaud Lavillenie   | 5,91       | Paweł Wojciechowski   | 5,71       | Piotr Lisek         | 5,51       |
| Skok w dal                 | Tomasz Jaszczuk     | 7,71       | Mateusz Różański      | 7,68       | Adrian Strzałkowski | 7,61 SB    |
| Pchnięcie kulą             | Ryan Crouser        | 22,27      | Tom Walsh             | 21,63      | Michał Haratyk      | 21,58      |
| Rzut dyskiem               | Andrius Gudžius     | 69,30 PB   | Ehsan Hadadi          | 66,68      | Robert Harting      | 65,13 SB   |
| Rzut młotem                | Wojciech Nowicki    | 80,63 PB   | Paweł Fajdek          | 80,04      | Dilszod Nazarow     | 78,18 SB   |

### Kobiety
| Konkurencja:   | 1. miejsce             | Rezultat   | 2. miejsce       | Rezultat   | 3. miejsce         | Rezultat   |
| Bieg na 100 m  | Ewa Swoboda            | 11,30      | Tatjana Pinto    | 11,32      | Jura Levy          | 11,42      |
| Bieg na 400 m  | Justyna Święty-Ersetic | 51,11      | Allyson Felix    | 51,35      | Iga Baumgart-Witan | 51,71 =PB  |
| Bieg na 800 m  | Anna Sabat             | 2:02,93 PB | Angelika Sarna   | 2:04,71 SB | Weronika Wyka      | 2:04,89 SB |
| Bieg na 1500 m | Genzebe Dibaba         | 3:56,68 WL | Axumawit Embaye  | 4:04,90 SB | Diana Sujew        | 4:05,95    |
| Skok w dal     | Christabel Nettey      | 6,88       | Brittney Reese   | 6,87 SB    | Shara Proctor      | 6,79       |
| Rzut młotem    | Gwen Berry             | 77,78 PB   | Anita Włodarczyk | 75,52 SB   | Joanna Fiodorow    | 74,18 SB   |